# 윈도우 미디어 DRM
윈도우 미디어 DRM(Windows Media DRM)은 윈도 미디어에 대한 디지털 권리 관리 방법이다. IP 네트워크에서 PC나 기타 재생기로 음성/영상물을 안전하게 전송하기 위해서 설계되었다. 다음과 같이 구성되어 있다:
- 윈도우 미디어 권리 관리자 (WMRM)
- 윈도우 미디어 형식 SDK (WMF SDK)
- 윈도우 미디어 DRM 휴대용 기계 (WMDRM-PD)
- 윈도우 미디어 DRM 네트워크 기계 (WMDRM-ND)

## 같이 보기
- 윈도우 미디어
- 디지털 권리 관리